# Chesterfield Football Club
El Chesterfield Football Club  /ˈtʃɛstərfiːld/ és un club de futbol anglès de la ciutat de Chesterfield, Derbyshire.

## Història
Un reportatge del diari Derbyshire Times del 2 de gener de 1864 parla d'un partit entre els equips de futbol de Chesterfield i Norton. Això indica que de forma més o menys organitzada ja existia un Chesterfield FC vers 1863. No obstant, la constitució formal del Chesterfield FC es produí a partir d'una branca del Chesterfield Cricket Club l'octubre de 1867. L'any 1871 s'instal·là al Recreation Ground a Saltergate, any en què se separà definitivament del club de rugbi. Una dècada més tard, el 1881, el club de futbol desaparegué en trobar-se sense casa. Molts jugadors ingressaren als clubs Chesterfield Livingstone, o Chesterfield Spital. Tres anys més tard, el 1884, un nou Chesterfield Football Club es formà, instal·lant-se a Saltergate. Més tard adoptà el nom Chesterfield Town FC, que esdevingué professional el 1891. Aquest club jugà durant la temporada 1892-93 amb una samarreta de color blau fosc amb la Union Jack en la part frontal. Ingressà a la Midland League l'any 1896, i a la Football League Second Division la temporada 1899-00, en la qual fou setè. Més tard acabà darrer classificat durant tres temporades i fou expulsat de la competició l'any 1909, retornant a la Midland League. El 1915 el Chesterfield Town desaparegué, creant-se una nova entitat amb el mateix nom que desaparegué al cap de dos anys per pagaments il·legals. Per emplenar el forat deixat pels diversos clubs, el 24 d'abril de 1919, l'ajuntament de Chesterfield creà un nou club anomenat Chesterfield Municipal FC, el qual ingressà a la Midland League. Per poder ingressar a la Football League el club esdevingué independent de l'ajuntament el mes de desembre de 1920. La temporada 1921-22 fou membre fundador de la nova Football League Third Division North.
El Chesterfield es proclamà campió de Tercera Nord la temporada 1930-31, ascendint per tant a la Segona Divisió. Descendí el 1933, però tornà a ésser campió de Tercera Nord el 1936. Després de la Guerra, la temporada 1946-47 fou quart a la Segona Divisió. Va perdre la categoria la temporada 1950-51. El novembre de 1958 debutà amb el club el futur porter internacional Gordon Banks, venut al Leicester City per £7.000 en acabar la temporada. El 1961 descendí a la Fourth Division per primer cop. Després de quatre temporades a la Quarta Divisió assolí l'ascens la temporada 1969-70. Guanyà la Copa Anglo-escocesa l'any 1981. Tornà a descendir la temporada 1983-84, guanyant la Quarta Divisió la següent temporada, tornant a descendir el 1988-89. Una de les etapes més brillants del club s'inicià a la dècada de 1990. La temporada 1994-95, amb victòries sobre Mansfield Town i Bury ascendí a la Second Division. El 1996-97 arribà a les semifinals de la FA Cup derrotant clubs com el Nottingham Forest. En la semifinal fou vençut pel Middlesbrough per 3-0 en la repetició, després d'empatar 3-3 en el primer partit. L'any 2000 descendí novament a la Third Division. Després de descendir a la Quarta Divisió (reanomenada Football League Two) el 7 de maig de 2011 es proclamà campió en vèncer per 3-1 el Gillingham. Un any més tard, el març de 2012 a Wembley es proclamà campió del Johnstone's Paint Trophy en vèncer el Swindon Town per 2-0.

## Estadi

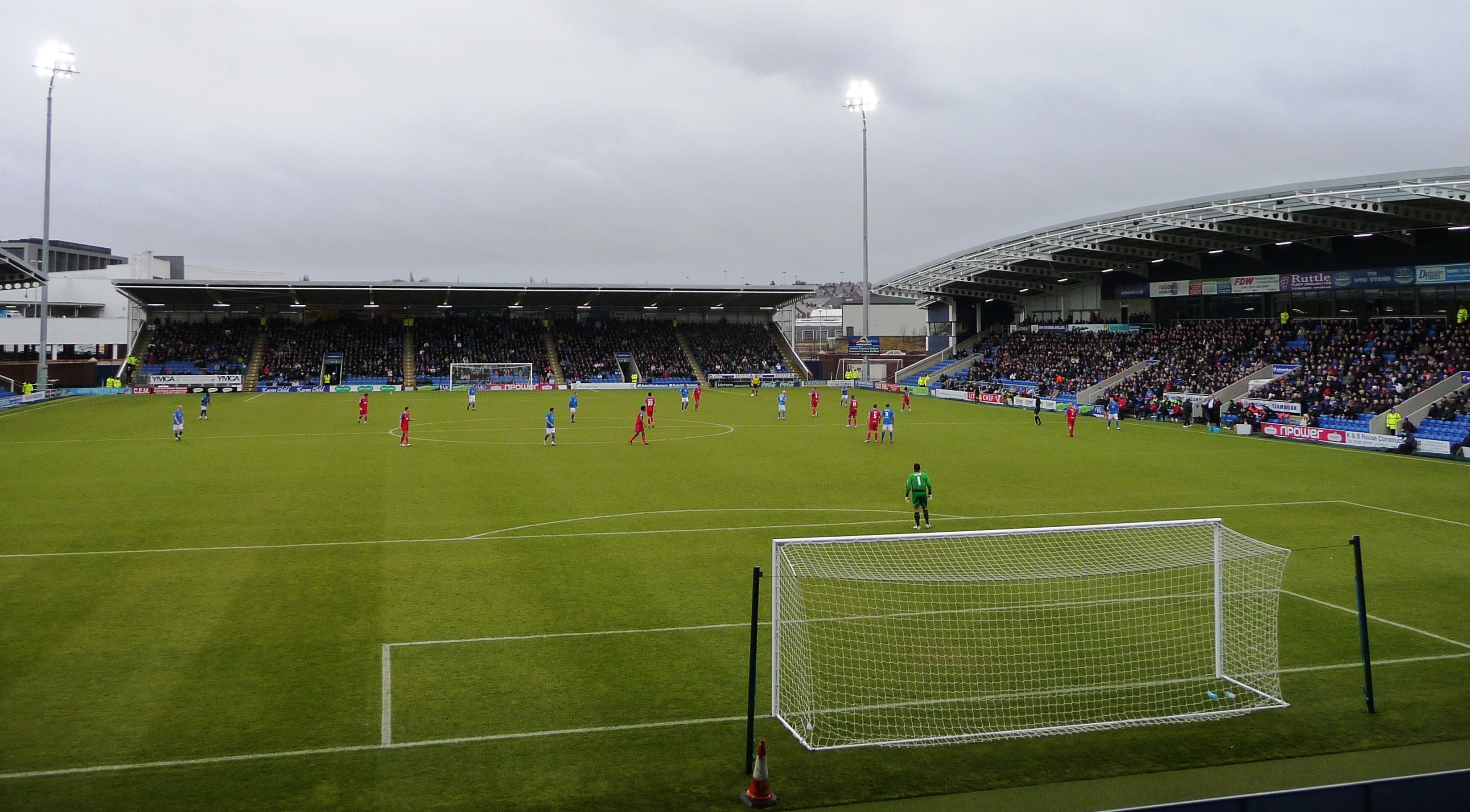
L'estadi el febrer de 2011

Un cop finalitzà la temporada 2009-10 el club es traslladà del seu històric terreny de Saltergate al nou estadi de 10.504 seients B2net Stadium. La construcció de l'estadi costà un total de 13 milions de lliures esterlines. El 13 d'agost de 2012 s'anuncià que el nou estadi es reanomenaria Proact Stadium. Proact és una empresa tecnològica amb seu a Chesterfield.

## Palmarès
- Midland Football League:
  - 1909-10, 1919-20
- Tercera Divisió anglesa Nord:
  - 1930-31, 1935-36
- Quarta Divisió anglesa:
  - 1969-70, 1984-85, 2010-11
- Copa Anglo-escocesa:
  - 1980-81
- Football League Trophy:
  - 2011-12
- Bass Charity Vase:
  - 1900-01
- Derbyshire Senior Cup:
  - 1898-99. 1920-21, 1921-22, 1924-25, 1932-33, 1936-37
- Derbyshire F.A. Centenary Cup:
  - 1994-95, 2000-01, 2001-02, 2009-10
- Banner Jones Cup:
  - 2003-04, 2004-05, 2005-06, 2006-07, 2007-08, 2008-09, 2009-10, 2010-11, 2011-12, 2012-13